# Bakonja fra Brne (1951.)
Bakonja fra Brne, hrvatski dugometražni film iz 1951. godine.